# سيدي غانم (مرس السكر)
سيدي غانم هو دُوَّار يقع بجماعة المجاطية أولاد الطالب، إقليم مديونة، جهة الدار البيضاء سطات في المملكة المغربية. ينتمي الدوّار لمشيخة مرس السكر التي تضم 4 دواوير. يقدر عدد سكانه بـ 600 نسمة حسب الإحصاء الرسمي للسكان والسكنى لسنة 2004.

## روابط خارجية
- البوابة الوطنية للجماعات الترابية نسخة محفوظة 12 مارس 2018 على موقع واي باك مشين.
- المندوبية السامية للتخطيط